# キミの花/最後のキス
「キミの花/最後のキス」（キミのはな/さいごのキス）は、奥華子の17枚目のシングル。2017年2月22日にポニーキャニオンからリリースされた。

## 解説
前作「思い出になれ/愛という宝物」から5ヶ月ぶりのリリースであり、前作に引き続き両A面シングルとなっている。
CDシングルは「セイレン盤」と通常盤の2種類がリリースされ、通常盤のみカップリング曲として「積木」が収録される。

## 収録曲
| 全作詞・作曲: Oku Hanako。 |                               |            |            |                   |            |      |
| #                          | タイトル                      | 作詞       | 作曲・編曲 | 編曲              | 備考       | 時間 |
| 1.                         | 「キミの花」                  | Oku Hanako | Oku Hanako | Morimoto Takahiro |            | 4:24 |
| 2.                         | 「最後のキス」                | Oku Hanako | Oku Hanako | Oku Hanako        |            | 5:37 |
| 3.                         | 「積木」                      | Oku Hanako | Oku Hanako | Oku Hanako        | 通常盤のみ | 4:28 |
| 4.                         | 「キミの花 (Instrumental)」   | Oku Hanako | Oku Hanako |                   |            | 4:24 |
| 5.                         | 「最後のキス (Instrumental)」 | Oku Hanako | Oku Hanako |                   |            | 5:36 |
| 合計時間:                  | 合計時間:                     | 合計時間:  | 合計時間:  | 24:31             |            |      |

### 曲解説
キミの花
TBS系テレビアニメ『セイレン』オープニングテーマ。奥の楽曲がアニメ主題歌となるのは2006年の「ガーネット」以来となる。
奥がアニメのシナリオを読み込んで書き下ろした新曲。奥は楽曲について「学生時代の恋愛に対する初々しい気持ちや、胸の高鳴りを曲でも表現したいと思いながら作らせて頂きました」と話している。なお、奥は『セイレン』第9話に声優としてゲスト出演している。
シングル発売に先駆けて、TVサイズバージョンが2017年1月12日からiTunes Storeやレコチョク等の配信サイトで先行リリースされた。
最後のキス
「愛する人との別れ」をテーマとしたバラード。奥によると「5年くらい前から温めていた曲」だという。
積木
インディーズ時代の楽曲。ファンの間でもほとんど知られていない曲であったが、2016年に開催された全曲ライブツアーで披露されたことがきっかけでCD化のリクエストを受けるようになり、収録が決定した。